# Christophe Gomart
Christope Gomart (Saumur, 20 giugno 1960) è un militare e politico francese.

## Biografia
Diplomato all'École spéciale militaire de Saint-Cyr, divenne un soldato professionista e prestò servizio nella cavalleria corazzata. È stato anche docente presso la propria scuola militare di formazione e direttore del Renseignement militaire. Negli anni 2003-2005 ha prestato servizio come comandante del 13° Reggimento Dragoni Paracadutisti. Fu, tra l'altro, capo ufficio del Ministro della difesa e responsabile dell'intelligence nell'amministrazione presidenziale.
Nel 2003 è diventato colonnello; fu poi promosso al grado di generale: generale di brigata (2009), generale di divisione (2012) e generale di corpo d'armata (2013). Nel 2011-2013 ha diretto il Commandement des opérations spéciales (COS). Nel 2013 è stato nominato direttore dell'intelligence militare. Ha ricoperto questa carica fino al 2017. Nello stesso anno ha lasciato l'esercito, assumendo l'incarico di direttore presso Unibail-Rodamco-Westfield.
Nel 2024 è stato eletto europarlamentare nella X legislatura per I Repubblicani.

## Opere
- (FR) Christophe Gomart e Jean Guisnel, Au cœur des forces spéciales, in Soldat de l'ombre, Tallandier, 2020,  pp. 380.